# El Portillo (Atacama)
El Portillo es un paraje chileno ubicado en la Provincia del Huasco, Región de Atacama conforma parte de una de las localidades del Valle de El Tránsito conocida antiguamente como Valle de los Naturales.

## Historia
Los antecedentes históricos de esta localidad son escasos.
El Portillo constituía una barrera natural que separaba el Valle de El Tránsito, por lo que los arrieros y baquianos que conducían ganado por este valle tenían que salvar esta dificultad a través de un sendero en las laderas de los cerros con mucha pendiente.
A comienzos del siglo XIX Este promontorio rocoso fue excavado en la roca para dar paso al transporte con vehículos.

## Medio ambiente
El Portillo constituye un punto de una formación geológica y paisajística del Valle del Tránsito. 

## Accesibilidad y transporte
El Portillo se ubica al interior del poblado de  El Tránsito. 
Existe transporte público diario a través de buses de rurales desde el terminar rural del Centro de Servicios de la Comuna de Alto del Carmen, ubicado en calle Marañón 1289, Vallenar.

## Salud, conectividad y seguridad
El paraje de El Portillo no posee servicios básicos. El poblado de La Arena es el más cercano y cuenta con servicio de electricidad, iluminación pública y red de agua potable.
En el poblado de  El Tránsito existe un Retén de Carabineros de Chile y una Posta Rural dependiente de la Municipalidad de Alto del Carmen
Al igual que muchos poblados de la comuna, La Arena cuenta con servicio de teléfonos públicos rurales, existe además señal para teléfonos celulares.
El Municipio cuenta con una red de radio VHF en toda la comuna en caso de emergencias.